# Elbridge Ross
Elbridge Baker Ross, Jr. (Boston, Massachusetts, 1909. augusztus 2. – St. Petersburg,   Florida, 1980. november 13.) olimpiai bronzérmes amerikai jégkorongozó, mérnök.
A Colby College-on játszott baseballt és jégkorongot. Miután végzett és B.S fokozatot szerzett, tovább játszott mint amatőr jégkorongozó.
Az 1936. évi téli olimpiai játékokon, a jégkorongtornán, Garmisch-Partenkirchenban játszott az amerikai válogatottban. Az első fordulóban csak a második helyen jutottak tovább a csoportból, mert az olasz csapat legyőzte őket hosszabbításban. A németeket 1–0-ra, a svájciakat 3–0-ra verték. A középdöntőből már sokkal simábban jutottak tovább. Három győzelem és csak a svédek tudtak ütni nekik 1 gólt. A négyes döntőben viszont kikaptak Kanadától 1–0-ra és 0–0-t játszottak a britekkel, valamint megverték a csehszlovákokat 2–0-ra és így csak bronzérmesek lettek. 8 mérkőzésen játszott és 1 gólt ütött a svájciaknak.
Az olimpia után 36 évig volt mérnök a New England Telephone & Telegraph Company-nál.